# Gauchisme
 (février 2021).
 (février 2020).
 (février 2021).

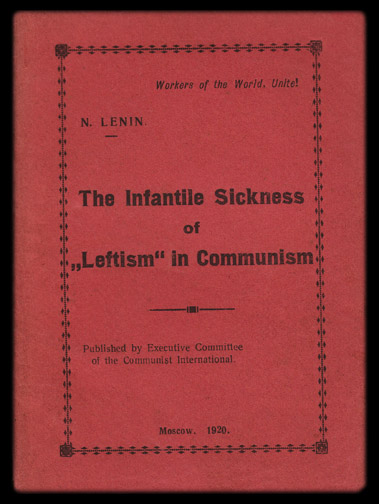
Couverture de l'édition en anglais de 1920, The Infantile Sickness of 'Leftism' in Communism

Gauchisme est un terme employé, souvent de manière péjorative, pour qualifier l'action politique d'individus ou d'organisations de gauche, d'extrême gauche ou de gauche radicale. Historiquement, le terme désigne un courant politique trotskiste, anarchiste, marxiste-léniniste, stalinien, maoïste, marxiste-léniniste-maoïste, ou hoxhaïste, qui prône la révolution, notamment par Lénine puis par l'URSS. Ce courant est particulièrement actif lors de l'émergence du léninisme, et dans les années 1970 en Europe.

## Origine et premier emploi du terme
Bien que le terme soit utilisé dès le XIXe siècle, c'est Lénine qui en propage l'emploi : dans son ouvrage La Maladie infantile du communisme (le « gauchisme »), publié en 1920, Lénine qualifie ainsi de « gauchistes » certains partis communistes d'Europe, dont il juge que le radicalisme (refus de participer aux syndicats non communistes, rejet du parlementarisme) les coupent des masses et par conséquent les empêchent de s'implanter dans la classe ouvrière. Le terme a été employé pour désigner notamment les conseillistes, mais aussi la gauche communiste dans son ensemble. Par extension, il a été utilisé pour qualifier les différentes tendances de l'extrême gauche.

### Critique de ce terme de Lénine (et de la stratégie bolchévique) par d'autres marxistes

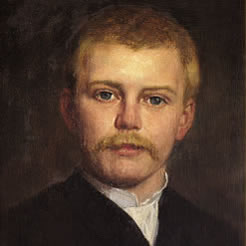
Portrait d'Herman Gorter par Thérèse Schwartze.

L'ouvrage et la notion utilisée par Lénine sont très rapidement critiqués, en particulier par des opposants communistes anti-léninistes. Ainsi, dès 1920, le communiste néerlandais Herman Gorter, dans sa Réponse à Lénine, critique cette analyse du « gauchisme ». Anticipant l'évolution de l'Internationale communiste, Gorter écrit dans sa Réponse : « l'opportunisme n'a pas été tué ; pas même chez nous. C'est ce que nous constatons déjà dans tous les partis communistes, dans tous les pays » ; « L'usage s'établira à nouveau de mauvais compromis parlementaires avec les social-patriotes et les bourgeois » ; « La liberté de parole sera supprimée et de bons communistes seront exclus ». Anticipant l'éventualité de l'exclusion de l'aile gauche dont il fait partie, et le triomphe de la droite opportuniste, il écrit : « Lorsque l'opportunisme s'introduit de nouveau avec ses suites désastreuses pour la conscience et la force du prolétariat, c'est là un danger mille fois pire que lorsque la gauche se montre trop radicale. La gauche, même quand elle va trop loin pour une fois, reste toujours révolutionnaire » ; « La droite opportuniste est vouée à devenir de plus en plus opportuniste, à s'enfoncer de plus en plus dans le marais, et à causer toujours davantage la perte des ouvriers. L'opportunisme est la perte du mouvement ouvrier, la mort de la révolution. C'est à cause de l'opportunisme qu'est survenu tout le mal : le réformisme, la guerre, la défaite et la mort de la révolution en Hongrie et en Allemagne. L'opportunisme est la cause de notre anéantissement. Et il est présent dans la troisième Internationale… ». Cette vision, qui semble très pessimiste en 1921, prend tout son sens au regard de l'émergence du stalinisme et de la bureaucratie. Enfin, face à la résolution prise par le IIe congrès de la Troisième Internationale, qui exige « une discipline de fer confinant à la discipline militaire », Gorter rejette « la discipline de fer, l'obéissance militaire, la servitude de cadavre dont nous ne voulons pas ». Par rapport au syndicalisme, il précise : « Comme la "gauche" veut en premier lieu la libération des esprits, et qu'elle croit à l'unité des bourgeois, elle reconnait que les syndicats doivent être détruits et que le prolétariat a besoin de meilleures armes ». En 1921 il est parmi les fondateurs du Parti communiste ouvrier d'Allemagne : KAPD, puis il rejoint sa Fraction d'Essen et devient un des leaders de l'Internationale Communiste ouvrière (KAI). Sa « Réponse à Lénine » sera publiée en France en 1930 par les Groupes ouvriers communistes. 

Le KAPD sera exclu peu après de l'Internationale. Herman Gorter critiquait également Lénine sur l'aspect stratégique révolutionnaire consistant en ceci : croire que le model d'un parti bolchevique et léniniste pouvait s'exporter dans des pays d'Europe de l'ouest (où un capitalisme bien plus développé que n'était la Russie tsariste) :
Vous ne devez pas faire cela, camarade. En Europe occidentale nous sommes encore dans le stade de préparation. On devrait plutôt soutenir les lutteurs que les dominateurs. […] Votre tactique fut certainement remarquable en ce qui concerne la Russie, et c'est par elle que les Russes ont obtenu la victoire. Mais est-ce que cela prouve quelque chose pour l'Europe de l'ouest ? Rien, ou très peu de choses, à mon avis. Nous sommes d'accord en ce qui concerne les soviets, la dictature du prolétariat, comme moyens pour la révolution et l'édification. De même, votre tactique vis-à-vis de l'étranger a été - du moins jusqu'à présent - un exemple pour nous. Mais il en est autrement de votre tactique pour les pays ouest-européens. Et cela est tout naturel. Comment la tactique en Europe orientale et en Occident pourrait-elle être la même ? La Russie est un pays pourvu d'une agriculture tout à fait prépondérante, d'un capitalisme industriel qui n'est qu'en partie hautement développé et reste très petit relativement à l'ensemble. Encore était-il nourri en grande partie par le capital étranger. En Europe de l'ouest, surtout, en Allemagne et en Angleterre, c'est précisément le contraire. Chez vous : vieilles formes du capital subsistant sur la base du capital usurier. Chez nous : prépondérance presque exclusive du capital financier hautement développé. Chez vous : résidus formidables des temps féodaux et pré-féodaux, vestiges même de l'époque des tribus et de la barbarie. Chez nous, surtout en Angleterre et en Allemagne : un ensemble, agriculture, commerce, transports, industrie, dirigé par le capitalisme le plus avancé. Chez vous : restes énormes du servage, paysans pauvres, classe rurale moyenne paupérisée. Chez nous : relations des paysans pauvres eux-mêmes avec la production moderne, transport, technique et échanges ; classes moyennes de la ville et de la campagne, - même les plus basses couches. - en contact direct avec les grands capitalistes. Vous avez encore des classes avec lesquelles le prolétariat montant peut se lier. L'existence seule de ces classes est déjà une aide. Et naturellement la même chose est vraie sur le terrain des partis politiques. Chez nous, rien de tout cela.
A la fin de sa « Lettre ouverte au camarade Lénine », Herman Gorter résume en 7 principaux points ses différences avec la stratégie de Lénine :
Pour finir, afin de mettre mes appréciation sous une forme aussi brève et ramassée que possible - devant les yeux des ouvriers, qui ont à acquérir une conception claire de la tactique, je les résumerai en quelques thèses.
1. La tactique de la révolution occidentale doit être toute autre que celle de la révolution russe ;
2. Car le prolétariat est ici tout seul ;
3. Le prolétariat doit donc ici faire seul la révolution contre toutes les classes ;
4. L'importance des masses prolétariennes est donc relativement plus grande, celle des chefs plus petite qu'en Russie ;
5. Et le prolétariat doit avoir ici les toutes meilleures armes pour la révolution ;
6. Comme les syndicats sont des armes défectueuses, il faut les supprimer ou les transformer radicalement, et mettre à la place des organisations d'entreprise, réunies dans une organisation générale ;
7. Comme le prolétariat doit faire seul la révolution, et ne dispose d'aucune aide, il doit s'élever très haut en conscience et en courage. Et il est préférable de laisser de côté le parlementarisme dans la révolution.

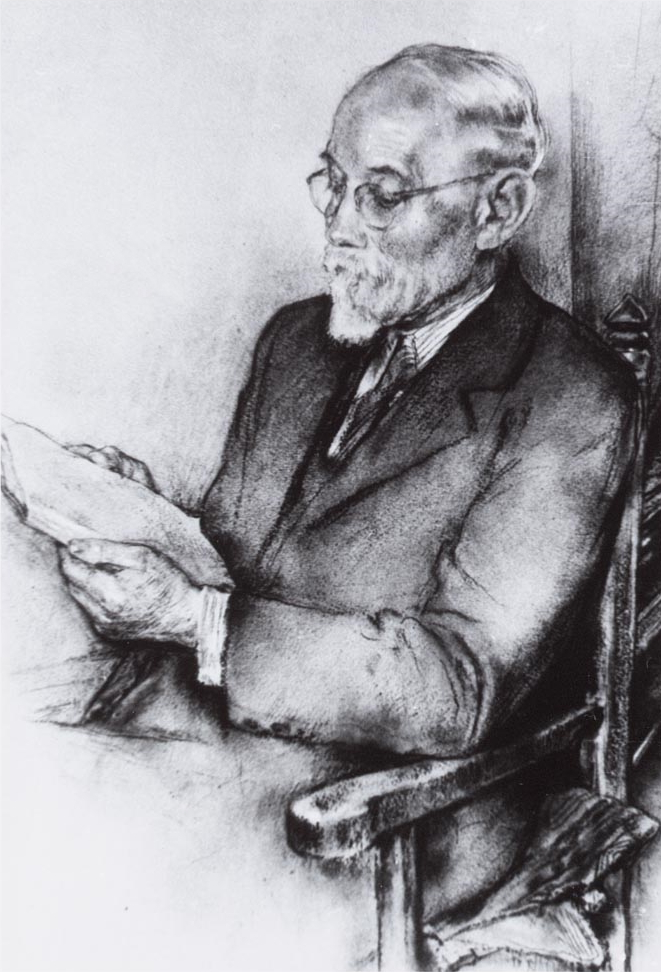
Anton Pannekoek, penseur du communisme de conseils.

Cette œuvre politique de Lénine est donc fortement critiquée par d'autres marxistes proches du conseillisme (ou "communisme de conseils"). Ces derniers proposant d'autres formes de stratégies révolutionnaires pour mener la révolution communiste. Par exemple, Anton Pannekoek est un communiste de conseils considérant que la dictature du prolétariat doit principalement s'incarner par les conseils (de travailleurs) démocratiques. S'il y a éventuellement des élections, alors les élus sont des délégués révocables à tout instant (mandat impératif). Les conseils, dès le début de la révolution, contribuent au dépérissement de l'Etat, ils sont considérés comme les garants de la montée du communisme dans le processus révolutionnaire. Contrairement à la logique de Lénine optant pour un parti d'avant-garde de professionnels disciplinés prenant le contrôle de l'appareil d'Etat, Pannekoek considère que ce qui doit organiser la révolution sous la dictature du prolétariat sont les conseils ouvriers démocratiques : 
« L'organisation conseilliste incarne la dictature du prolétariat. Il y a plus d'un demi-siècle, Marx et Engels ont expliqué comment la révolution sociale devait amener la dictature du prolétariat et comment cette nouvelle expression politique était indispensable à l'introduction de changements nécessaires dans la société. Les socialistes qui ne pensent qu'en termes de représentation parlementaire, ont cherché à excuser ou à critiquer cette infraction à la démocratie et l'injustice qui consiste selon eux à refuser le droit de vote à certaines personnes sous prétexte qu'elles appartiennent à des classes différentes. Nous pouvons voir aujourd'hui comment le processus de la lutte de classes engendre naturellement les organes de cette dictature : les soviets [donc les conseils]. »
En 1939, le communiste anti-léniniste allemand Otto Rühle, également figure du communisme de conseils et engagé dans des polémiques avec Lénine depuis longtemps, critique sévèrement le contenu de cette brochure de Lénine :

« D'après la conception de Lénine, le pouvoir d'Etat aurait dû être expressément aboli. Or, on avait tout fait pour le reconstruire et le consolider. Ce n'est que lorsqu'il aurait été reconstruit et consolidé qu'on pourrait vraiment l'abolir. Qui devait comprendre, qui pouvait saisir une doctrine si curieuse ? La contradiction entre la théorie et la pratique était évidente. Mais il y avait beaucoup d'autres contradictions du même genre : le combat contre la bureaucratie et la croissance très rapide de celle-ci était l'une d'entre elles. Les masses n'avaient pas le temps de penser à toutes ces contradictions, elles avaient trop à faire pour assurer leur survie. D'ailleurs la dictature ne tolérait aucune contradiction, cette dictature du prolétariat qui devenait chaque jour un peu plus une dictature sur le prolétariat. […] La brochure de Lénine était un écrit polémique plein de poison et de bile, agressif, grossier, un tissu de fausses interprétations, de suspicion et de falsifications, haineux et en rage de persécution comme une bulle d'excommunication, un vrai régal pour tout contre-révolutionnaire. Mais c'est en même temps, parmi tous les écrits de propagande bolchévique, celui qui dévoile sans ménagement et montre le plus clairement l'essence du bolchévisme. Le bolchévisme sans masque ! Quand Hitler interdit en Allemagne en 1933 toute la littérature socialiste et communiste, ce fut le seul écrit dont il maintint la publication. Et il savait ce qu'il faisait. »

### Analyse par d'autres courants de la gauche radicale
En 1949, des anarchistes sud-américains proposent leur définition du « gauchisme » : « Une dispute entre marxistes […], des positions « à droite » de la majorité des tendances anarchistes ».

## Renouveau du terme à partir de 1968
À partir de 1968 et durant toute la décennie des années 1970, les termes « gauchisme » et « gauchistes » sont extrêmement présents dans le vocabulaire et l'action politique.
Yves Tavernier dans un compte-rendu de l'ouvrage du sociologue Richard Gombin avance que les termes « gauchisme » et « gauchistes » sont souvent utilisés pour discréditer et disqualifier un adversaire. Richard Gombin dans son livre Les origines du gauchisme (1971) écrit :

« Par gauchisme, nous désignerons cette fraction du mouvement révolutionnaire qui offre ou veut offrir une alternative radicale au marxisme-léninisme en tant que théorie du mouvement ouvrier et de son évolution. […] Le gauchisme apparaît comme une pratique révolutionnaire partout où la lutte des classes rompt le cadre établi par les organisations traditionnelles : partout donc où elle est dirigée à la fois contre le système et contre les directions ouvrières. […] Tous les gauchistes s'accorderont sur le principe d'autonomie qui exclut, par conséquent, tous les schémas autoritaires, centralisateurs, dirigistes, planificateurs, idéologiques,. »

Pour Gombin, contrairement au marxisme, le gauchisme ne considère pas que l'aliénation économique soit la source de toutes les aliénations. Pour ses partisans, la lutte doit être mené sur tous les fronts : sexuel, psychologique, idéologique… Son objectif est la fin de toutes les aliénations. Il apparaît principalement comme une critique du marxisme se disant hostile à toutes les idéologies. Les révolutionnaires sont tenus de systématiser la pratique de la contestation, celle-ci trouvant sa manifestation dans les luttes autonomes. Le communisme et la social-démocratie considérés comme des institutions capitalistes sont, dès lors, dénoncés dans des termes identiques que « les forces sociales bourgeoises ».
Dans un ouvrage sur Mai 68 publié en 1998, le sociologue Jean-Pierre Le Goff opère un distinguo entre gauchisme culturel et gauchisme politique. Dix ans plus tard, la sociologue et politiste Isabelle Sommier, critiquant la définition de Gombin et la dichotomie entre gauchisme culturel et gauchisme politique, relève les estimations de 5 000 à 16 000 « gauchistes » en mai 68 en se fondant sur une autre définition : « Le gauchisme se présente plutôt comme une alternative au communisme orthodoxe ».

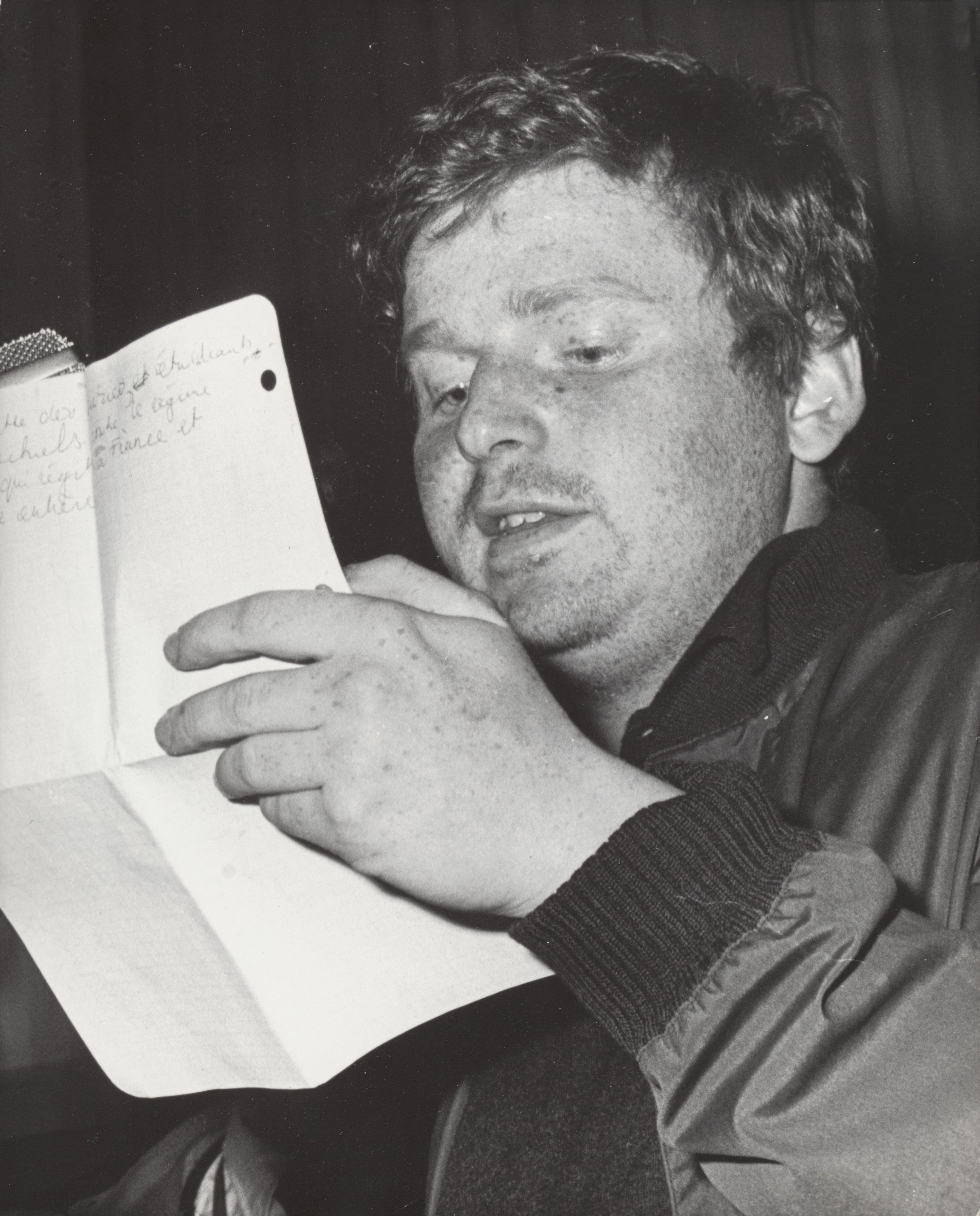
Daniel Cohn-Bendit prend la parole au théâtre Capito à Amsterdam, 23 mai 1968.

Certains courants, pour bien signifier qu'ils étaient à gauche du léninisme, se sont eux-mêmes revendiqué du « gauchisme » dans les années 1960 : Daniel Cohn-Bendit et son frère Gabriel publient ainsi en 1968 le livre Le Gauchisme, remède à la maladie sénile du communisme, dont le titre se veut une réponse au texte publié par Lénine.
Il est néanmoins notable que des groupes politiques ont revendiqué cette appellation pour caractériser des combats dont la nature et la finalité étaient très diverses.

### Polysémie du terme
Les termes « gauchisme » et « gauchistes » sont utilisés par la plupart des forces politiques, et notamment par le Parti communiste français, dans le but de disqualifier et de discréditer un adversaire. « Ils sont employés pour caractériser tout ce qui conteste les ordres établis ».
Le terme possède également une connotation critique entre les mouvements de gauche : il sert à reprocher à un autre groupe le caractère contre-productif de sa stratégie. Son emploi est ainsi très varié :
En 1968, le Parti communiste français avait qualifié de « gauchistes » toutes les organisations communistes opposantes, notamment trotskistes. Derrière cette critique, il s'agit pour le Parti communiste de disqualifier par avance les prétentions de ceux qui entendent remettre en question le monopole qu'il entend exercer de la représentation des catégories populaires. Le fait d’être confronté à la concurrence d’organisations et de militants non ouvriers, prétendants à « la révolution » est perçu comme un danger. Sous ce terme de « gauchistes », sont désignés aussi bien des militants communistes dissidents que des militants d’autres organisations.
La volonté de disqualification des actions militantes étiquetées comme « gauchistes » traduit le décrochage du PCF vis-à-vis de certains groupes sociaux et la perte d’emprise des militants communistes et cégétistes sur les mobilisations émergentes, impulsées par des acteurs issus de l’extrême gauche et de la « deuxième gauche ». Les mouvements de mai-juin 1968 précipitent l'évolution au sein du PCF des modes de disqualification politique des gauchistes. Le travail de dénonciation et de théorisation de la position du PC est entamé par Léo Figuères dans un article intitulé « Le “gauchisme” hier et aujourd’hui » publié dans les Cahiers du communisme, prolongé par son ouvrage Le trotskisme, cet anti-léninisme (1969). Peu après, Jacques Duclos souligne dans son ouvrage Anarchistes d’hier et d’aujourd’hui (1968) :

« La lutte idéologique contre le gauchisme, si elle doit tendre à toucher l’ensemble de la classe ouvrière, est particulièrement utile pour la jeunesse, aussi bien pour les jeunes ouvriers qui, en raison de leur inexpérience, pourraient se laisser prendre aux pièges de la provocation et de l’aventure, que pour les étudiants que l’on ne saurait confondre dans leur masse avec les éléments gauchistes qui prétendent les représenter et leur ont fait beaucoup de mal. »

De cette manière, si le gauchisme est admis comme l’expression des préoccupations de la jeunesse, il reste défini par le PCF comme extérieur à la classe ouvrière. Pour cette raison, « il est condamné à s’allier avec elle dans le cadre de son parti ou, à défaut, à œuvrer pour la réaction ».
D’une manière assez semblable, Mouvement ibérique de libération (Movimiento Ibérico de Liberación), un mouvement anarchiste, actif en Espagne entre 1971 et 1973, critique le « gauchisme » comme une mystification : « La société actuelle possède ses lois, sa justice, ses gardiens, ses juges, ses tribunaux, ses prisons, ses crimes, sa normalité. Devant cette situation apparaît une série d’organes politiques (partis et syndicats, réformistes et gauchistes, etc.) qui feignent de contester cette situation alors qu’en fait ils ne font pas autre chose que de consolider la société actuelle ».
Pendant longtemps le terme demeure une invective avant de connaître une réappropriation positive et pendant un temps de qualifier toute l’extrême gauche. Le terme gauchisme est depuis progressivement abandonné pour le terme de gauche radicale.

## Principaux concepts

### Le modèle auto-gestionnaire

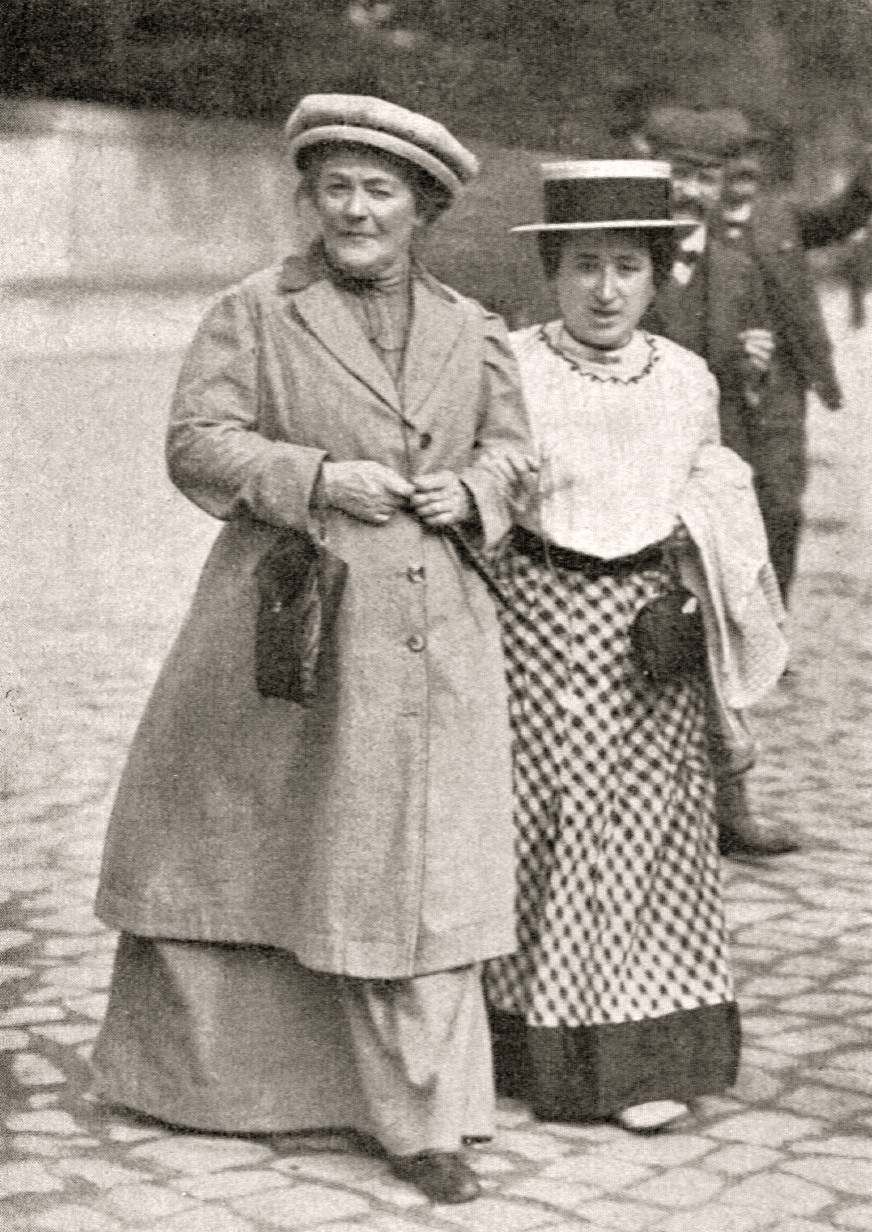
Clara Zetkin et, à droite, Rosa Luxemburg (1910), égérie du gauchisme.

Les promoteurs du mouvement trouvent leurs références dans le communisme de conseils, courant marxiste anti-léniniste, pour qui les conseils ouvriers doivent s’organiser en pouvoir insurrectionnel et diriger la société : le terme marque l'opposition au « communisme de parti » et aux conceptions de Lénine pour qui seul le parti devait diriger la révolution et la société.
Ce courant est parfois désigné par l'appellation « communisme de gauche ». Ses références sont le luxemburgisme allemand, les conseils ouvriers, de paysans ou de commune pratiqués en Russie en 1905 et en 1917, lors de la révolution allemande en 1918-1919. Forts de la critique du marxisme-léninisme et de l'expérience communiste développées par un certain nombre de penseurs, ils mettent en avant un modèle auto-gestionnaire,.
Il existe également le courant du marxisme libertaire initié par Daniel Guérin.

## Un angle générationnel
Le gauchisme est perçu et analysé sous un angle principalement générationnel dans l'ouvrage Génération publié en deux tomes, en 1987 par les journalistes et enquêteurs Hervé Hamon et Patrick Rotman. Ceux-ci dressent une grande enquête d'histoire sociale et politique rédigée sous une forme romancée consacrée aux jeunes gens nés entre 1935 et 1945 et en focalisant plus particulièrement leur attention sur la trajectoire de quelques individus célèbres. Il y question de la rencontre d'une culture de gauche avec une génération qui trouve le point d'orgue de son action dans Mai 1968 et les années qui suivent. Les auteurs voient ainsi dans le gauchisme un mouvement générationnel, celui des baby-boomer) du Quartier latin. Cette même génération qui, selon Jean-François Sirinelli, deux décennies après Mai 68, s'admire, tout en « répudiant, en paroles, en actions et en pensées - imprimées —, les thèmes mobilisateurs et la vision du monde qui furent les siens dans ces années d'effervescence ».
L'essayiste Guy Hocquenghem, fondateur du Front homosexuel d’action révolutionnaire (FHAR) dans son pamphlet intitulé Lettre ouverte à ceux qui sont passés du col Mao au Rotary interprétera également le phénomène du gauchisme sous un angle générationnel, ici mis en avant pour dénoncer ceux de ses camarades de lutte devenus à ses yeux des renégats de leurs idéaux : « Libé et Actuel, Chéreau et Glucksmann, Coluche et Médecins du Monde, les institutions que sont devenus les ex-gauchistes, personne n’ose les attaquer. Leur pouvoir insolent s’est établi sous la gauche, à l’ombre de Fabius et de Lang, mais il n’est ni de droite, ni de gauche, il est d’une génération: celle qui est passée de Mai 68 au Rotary et aux Rolls… ».

## Partis, mouvements et personnalités

Titre du journal La Cause du peuple en 1970.

Hervé Hamon et Patrick Rotman s'efforcent dans leur ouvrage Génération de présenter les destins croisés des figures de proue de l'ancienne mouvance gauchiste.
Une partie non négligeable du livre est consacré aux membres de la Gauche prolétarienne, Benny Lévy, Robert Linhart, André Glucksmann, Jean-Claude Milner, Gérard Miller, Pierre Overney, Jean-Marc Salmon, Maren Sell, Olivier Rolin, Jean-Pierre Le Dantec, Michel Le Bris, Guy Lardreau, puis à ceux de la Ligue communiste fondée en février 1969, tels Henri Weber, Alain Krivine, Daniel Bensaïd. Parmi les partis et mouvements évoqués dans le cadre de cette galaxie, on trouve Union nationale des étudiants de France, l'Union des étudiants communistes (UEC), la CFDT, fondée en 1964, les Jeunesses communistes révolutionnaires (JCR) fondées en avril 1966, le Mouvement communiste français marxiste-léniniste, fondé le 25 juin 1966 et son successeur immédiat, le Parti communiste marxiste-léniniste de France, l'Union des jeunesses communistes marxistes-léninistes, UJC(ml) fondée en janvier-février 1967, scission de l'UEC et l'Union des communistes de France marxiste-léniniste fondée en février 1969.
Le mouvement étudiant est principalement représenté par l'Union nationale des étudiants de France (UNEF) avec Pierre Goldman, Jean-Marcel Bouguereau, Jacques Rémy et Jacques Sauvageot.
Enfin, d'autres personnalités sont évoquées comme Alain Badiou qui prend part, en 1969, à la création de l'Union des communistes de France marxiste-léniniste), Daniel Cohn-Bendit, Alain Geismar (SNESup) et Jean-Paul Sartre.

## Influence sur la durée
Selon Jean-Pierre Le Goff, le gauchisme qu'il nomme « culturel » a eu une profonde influence sur l'ensemble de la gauche. Par son biais s'est produite « une mutation fondamentale qui a déplacé son centre de gravité de la question sociale vers les questions de société ». Cette mutation serait inséparable des effets sociétaux qu’a produits la révolution culturelle de mai 68.

## Histoire du gauchisme en France

### Les méthodes et les dérives contestées

#### Les grèves de longue durée
Les années 1970 voient le déroulement de plusieurs grèves de longue durée, méthodes pas spécifiques au gauchisme, mais dans lesquelles les militants de Mai 68 issus du gauchisme s'investissent particulièrement, aux côtés de ceux de la gauche classique et des syndicats.
- le 30 janvier 1969 démarrent au Mans, les Grèves de l'industrie automobile française de 1969-1973.
- En février 1971, puis en mars 1972, les Grèves des ouvriers de Peñarroya en 1971 et 1972, déclenchée plusieurs semaines après un accident du travail de la Société minière et métallurgique de Peñarroya met l'accent sur les conditions de travail. Filmés par Daniel Anselme dans un long-métrage remarqué, les salariés ont défendu leur droit à la santé avec le soutien de médecins, ouvrant ainsi la voie à une meilleure prise en charge du saturnisme[23].
- Début 1972 débute la Grève du Joint Français des ouvrières de l'usine du « Joint français » (filiale de la Compagnie générale d'électricité) à Saint-Brieuc dure huit semaines. Elle commence le 15 février 1972 et s'achève le 8 mai 1972, après la direction ait accédé aux revendications. Les revendications portent essentiellement sur une égalisation des salaires avec ceux de la maison mère de Bezons, dans le Val-d'Oise, supérieurs d'environ 20 % à travail égal.
- En juin 1972, la grève des manutentionnaires chez Neyrpic en 1972 dans la société de matériels hydrauliques Neyrpic à Grenoble, qui avait connu en 1963 un grand conflit[24].
- En 1973 monte le conflit social chez Lip, appelé "Affaire Lip". Débutée au début des années 1970, l'action des ouvriers a duré jusqu'au milieu de l'année 1976 et mobilisé des dizaines de milliers de personnes à travers la France et l'Europe entière, notamment lors de la grande marche Lip du 29 septembre 1973 qui réunit dans une ville morte plus de 100 000 manifestants.
- En avril 1974, éclate la grève des salariés du Crédit Lyonnais qui de février à avril s’étendra à tout le secteur bancaire qui fait connaître Arlette Laguiller comme porte-parole de Lutte ouvrière, qui peu après deviendra la première femme[25] candidate à l’élection présidentielle.
- Le 17 octobre 1974, démarre une démarre une grève des PTT qui va durer trois mois. Lors d'une semaine d'action syndicale CGT-CFDT, un incident mineur à la suite d'une Assemblée générale du personnel employé au tri postal du PLM (gare de Lyon) provoque la cessation du travail "pour une durée illimitée", au bureau du PLM, puis en cascade dans tous les Bureaux-gares parisiens.

#### La politisation des procès
Au cours de l'année 1970, une nouvelle forme de « gauchisme médiatique »[réf. nécessaire] apparue avec la Gauche prolétarienne, créée en 1968, estime obtenir des succès médiatiques, culturels et judiciaires, lors d'actions symboliques comme le vol de produits de luxe, distribués dans des bidonvilles. Elle gagne en justice quand la peine de Frédérique Delange, qui a participé à ce vol est commuée en sursis, puis lors des acquittements de l'affaire des Houillères de Lens, marquée par des jets de projectiles incendiaires contre un bâtiment près un accident minier ayant causé seize décès, qui suit de deux jours le Tribunal populaire de Lens[réf. nécessaire].

#### La violence
L'utilisation de la violence est principalement issue des groupes Maoïstes et pour partie du Trotskisme dans sa dimension théorique. Elle concerne également la mouvance libertaire à travers son culte de et pour l’émeute. Les Trotskistes rêvent mai 68 comme une répétition générale, qu'ils associent aux modèles des révolutions de 1905 et de 1917. Les Maoïstes de la Gauche prolétarienne théorisent, eux, la marche Vers la Guerre civile. L’éditeur d’extrême gauche François Maspero publie des classiques de la littérature insurrectionnelle. L’exaltation de la violence passe par les modèles historiques et par l’exemplarité des « groupes frères » que ce soit guérilla latino-américaine, commandos palestiniens ou l'Armée républicaine irlandaise provisoire.
Contrairement aux légendes alimentées par nombre d’anciens responsables d’extrême gauche, le principe du passage à l’acte est entériné. Ainsi, lors des manifestations de rue, les différents groupes possèdent des capacités d’organisations qui ne sont pas seulement utilisées de manière défensive : les attaques frontales contre les forces de l’ordre se multiplient. Les militants de courants Maoïstes et de la Gauche prolétarienne, envisagent des franchissements d’étapes pouvant aller jusqu’à la l’insurrection et pour certains à la lutte armée.
La critique du gauchisme s'appuie surtout sur des épisodes de violence de rue et dans les entreprises datant du début des années 1970. La violence de rue s'exerce aussi bien contre la police que contre l'extrême droite et prend des dimensions spectaculaires entre 1970 et 1973, avec l'aval et même l'impulsion des dirigeants de la Gauche prolétarienne (GP), mouvement Maoïste.
La violence dans les entreprises, est une stratégie spécifiquement adoptée par des militants de la GP dès juin 1969 pour commémorer la mort du lycéen Gilles Tautin à l'usine Renault de Flins, dans les Yvelines. Elle est au même moment testée à l'Université de Vincennes contre les enseignants adhérents du Parti communiste français, accusé de déviance idéologique. Puis elle connaît surtout un pic au printemps 1971, à la suite duquel la mort tragique de l'ouvrier Pierre Overney chez Renault va progressivement calmer une partie des militants.
La violence, verbale et physique, d'abord pratiquée par les Maoïstes de la GP contre les communistes en 1969 puis début 1970 contre la police se déplace ensuite vers les meetings du mouvement d'extrême droite Ordre nouveau, ce qui permet aussi d'attaquer la Police lorsqu'elle s'interpose le 9 mars 1971 et le 21 juin 1973, deux dates au cours desquelles la GP obtient le ralliement à ces attaques de la Ligue communiste.
La veille du meeting, le 8 mars 1971, Robert Allo, un ex-militant d'Occident, cofondateur d'Ordre nouveau et du Groupe union défense, est repéré dans la rue par des gauchistes. Il est matraqué avec une telle violence qu’il sombre dans le coma peu après avoir rejoint le local du mouvement. Il doit subir une trépanation.

#### Le féminisme

##### Le ras-le-bol des femmes et des homosexuels en mars 1971
Les affrontements dont se prévaut la Ligue Communiste, le 9 mars 1971, de son service d’ordre contre les CRS et le service d'ordre du meeting d'Ordre nouveau au Palais des Sports, "attaqué […] avec des boulons" selon l'ORTF, qui font 80 blessés parmi ce dernier et 73 dans les rangs de la police, agacent par leur machisme certaines composantes féministes et homosexuelles de la mouvance gauchiste, qui pratiquent une violence plus symbolique. Le 10 mars 1971, ces mouvances décident ainsi d'obliger l'animatrice de radio Menie Grégoire à suspendre l'émission qu'elle consacre sur RTL à « ce douloureux problème, l'homosexualité »,. À la suite de cette émission perturbée par les activistes, se crée le Front homosexuel d'action révolutionnaire (FHAR) le soir-même. Le mois suivant voit publier le célèbre Manifeste des 343 sur le droit à l'avortement. Des militantes de Vive la Révolution ! (VLR !) se rallient alors au Mouvement de libération des femmes (MLF) et VLR ! s'auto-dissout, même si son magazine Tout ! continue de paraître jusqu'au numéro de juillet. Le 23 avril 1971, le tout nouveau FHAR y publie ainsi un ensemble d’articles engagés, coordonnés par Guy Hocquenghem.

##### Les réticences sur l’avortement et la contraception
Les réticences envers la libéralisation de l’avortement et la contraception sont encore nombreuses, même au sein du gauchisme, au début des années 1970. Ainsi, le 21 février 1972, dans Le Nouvel Observateur qui est alors un journal qui s'est rapproché du gauchisme, le journaliste et producteur Maurice Clavel, un ex-gaulliste reconverti dans le soutien aux maoïstes, proclame « Révolution sexuelle piège à cons » et défend l’encyclique papale Humanæ Vitæ qui condamne l’avortement et la contraception, non sans susciter l’approbation de nombreux lecteurs.
En mai 1971 naît Le torchon brûle, journal édité par le Mouvement de libération des femmes (MLF) qui obtient en 1972 un décret d'application de la loi Neuwirth avec les centres spécialisés, les centres de planifications et d’éducation familiale (CPEF), permettant aux mineurs un accès libre, gratuit et surtout anonyme à tous les types de contraceptifs.

#### Les provocations sociétales
Au milieu des années 1970, des provocations sociétales touchant à la pédophilie ont été lancées dans certains milieux et cénacles littéraires, plutôt mondains, par des auteurs distincts du gauchisme tels que les écrivains Tony Duvert et Gabriel Matzneff. À part quelques rares auteurs marginaux d'ultra-gauche, le seul « gauchiste » à leur emboîter directement le pas sera Daniel Cohn-Bendit, même si Pascal Bruckner et Alain Finkielkraut, dans Le Nouveau Désordre amoureux, publié en 1977, vont jusqu'à déplorer la réprobation déclenchée par le livre de Tony Duvert, incitant même à le lire.
Au même moment, Daniel Cohn-Bendit, dans un recueil d'entretiens avec Maren Sell et Jean-Marc Salmon, Le Grand Bazar, confie certains souvenirs et se livre à des analyses dont certains passages, à connotation sexuelle très controversés, lui seront reprochés pendant des décennies. Le livre est publié aux Éditions Denoël puis aux éditions Belfond, mais son tirage n'atteindra pas 30 000 exemplaires malgré la notoriété de son auteur, qui ne s'est plus exprimé depuis sept ans, et la couverture par Libération du livre alors qu'il n'était encore qu'en projet et son contenu pas encore dévoilé.
Au cours de l'année 1977, Serge July, directeur de la publication de Libération, contacte le groupe de provocateurs graphiques nommé Bazooka pour des illustrations, démarche qui fait rapidement face aux réticences de plus en plus grandes de la majorité de la rédaction du journal. Bazooka est obligé arrêter sa participation directe. Cependant, Libération édite à partir de février 1978 Un Regard moderne, mensuel d'actualité remarqué mais aussi critiqué pour ses provocations, comme lorsqu'ils proposent dans le numéro du 5-6 novembre 1978, consacré aux personnes détenues, un dessin pédopornographique dans la page d'annonce « Taules », ce qui conduira Libération à arrêter la publication de Un Regard moderne après six numéros.

### Déclin
Pour Philippe Buton, les effets conjugués de Soljenitsyne, des boat-people vietnamiens et plus tardivement du génocide cambodgien ont eu raison du gauchisme politique, contrairement à l’état d’esprit soixante-huitard ou au gauchisme comme mode de vie qui a perduré. Ce dernier a en partie transformé l’ordre de la société française des années d’avant 1968.

### 1967
- 2 juin 1967 : meurtre par la police allemande de Benno Ohnesorg[40].
- 1967: les étudiants de sociologie à Nanterre font campagne sur les questions de sexualité

### 1968
- janvier 1968 : grèves dans les usines de Caen.
- 1er mars 1968 : bataille rangée police-étudiants à Rome
- fondation du Mouvement du 22 Mars.
- 27 avril 1968 : attentat contre la compagnie de CRS 13 de Saint-Brieuc, plasticage revendiqué par le Front de libération de la Bretagne.
- 3 mai 1968 : la police fait évacuer la Sorbonne. Le SNE-Sup pour les enseignants et l'UNEF pour les étudiants dénoncent l’atteinte aux franchises universitaires et décident une grève illimitée.
- 10 au 11 mai : nuit de barricades au Quartier latin de Paris. Les affrontements avec la police font plus de mille blessés des deux côtés. La FEN appelle à une grève générale.
- 13 mai 1968 : manifestation "dix ans ça suffit" de la Gauche et des syndicats à Paris rassemblant 800 000 personnes selon contre 171 000 selon la police.
- 1er mai 1968 : le journal fondé par Roland Castro devient quelques mois plus tard, le relais presse de l'UJCML.
- 19 juin 1968 : Sartre dans Le Nouvel Observateur, suggère que Raymond Aron soit privé de son enseignement, car il « répète indéfiniment à ses étudiants les idées de sa thèse, écrite avant la guerre de 1939-1945.
- octobre 1968 : Vive le communisme (VLC), groupe maoïste apparait à l'université de Nanterre.
- 1er novembre 1968 : une nouvelle série est lancée avec Jean-Pierre Le Dantec comme directeur de publication. Dix-huit numéros paraîtront jusqu'au 13 mars 1970.

#### Après 1968

##### 1969
- septembre 1968 : une cinquantaine de militants nanterriens libertaires issus du Mouvement du 22 Mars[41] (dissous le 12 juin 1968) et des intellectuels de l'Union des jeunesses communistes marxistes-léninistes de l'École normale supérieure de la rue d'Ulm[42] fondent la Gauche prolétarienne.
- 24 février 1969 : Grèves des OS à Renault Le Mans.
- juillet 1969 : une centaine de gauchistes de la Gauche prolétarienne attaquent la maîtrise à l'usine Renault de Flins pour l'anniversaire du lycée Gilles Tautin.
- juillet 1969 : VLC prend le nom de Vive la révolution (VLR).
- automne 1969: le groupe national d'information et d'éducation sexuelle (GNIES) est créé.
- octobre 1969 L'Idiot international cofondé par Jean-Edern Hallier et Bernard Thomas, patronné par Simone de Beauvoir et largement financé par Sylvina Boissonnas (mécène des mouvements gauchistes)[43].
- 19 décembre 1969 : braquage boulevard Richard-Lenoir à Paris, deux pharmaciennes sont assassinées, un client et un policier blessés. Pierre Goldman est le principal suspect.
- 1969 : le mouvement ultra conservateur étudiant Groupe union défense obtient aux élections universitaires plus de 10 % à Clignancourt, Saint-Maur, Nanterre et Assas[30].

##### 1970
- 2 janvier 1970 : le salaire minimum interprofessionnel de croissance (SMIC) remplace le SMIG.
- 10 janvier 1970 : occupation du siège du CNPF par des militants de Vive la révolution et des intellectuels pour dénoncer la mort de cinq ouvriers africains dans leur foyer d'hébergement.
- 23 janvier 1970 : un groupe de la GP, sous la direction d'Olivier Rolin et Alain Geismar, attaque le commissariat de Mantes-la-Jolie. Six détonations dans la cour, tous les véhicules attaqués, réservoir d'un car de police en feu et la grille cadenassée[28], Rolin et Geismar sont vus s'enfuyant vers leur voiture[28].
- 26 janvier 1970 : aux Chantier navals de Dunkerque, décès de Francis Deloffre, 19 ans, la tête écrasée par une poulie[44].
- 4 février 1970 : campagne de la GP pour le métro gratuit, affrontements avec des agents RATP, à Billancourt[28].
- 4 février 1970 : accident minier à Fouquières les Lens, 16 mineurs tués.
- 5 février 1970 : sabotage de plusieurs grues aux Chantier navals de Dunkerque en réaction au décès de Francis Deloffre le 26 janvier[44]. Réactions scandalisées de la presse.
- 16-17 février 1970 : A Hénin-Liétard (Pas-de-Calais), la GP attaque aux cocktails Molotov le siège de la direction des Houillères, la nuit après avoir vérifié que le gardien ne risque rien[28]. Six militants sont arrêtés, dont Jean Schiavo et Bernard Victorri[28].
- 23 février au 2 mars : Roland Castro, de Vive la révolution, condamné à un mois avec sursis pour l'occupation du CNPF du 10 janvier. Jean-Paul Sartre, Michel Leiris, Maurice Clavel et Jean Genet en sa faveur.
- 3 et 4 mars : violences policières à l'intérieur de Nanterre, 60 blessés, 20 gauchistes sous les verrous[28]. La police matraque tout, saccage les voitures, casse tout, le restau U est dévasté, des millions de dégâts matériels, les gendarmes mobiles doivent intervenir contre des policiers[28].
- 6 mars 1970 : A Meulan, des militants de VLR ! attaquent le bureau de la main-d'œuvre de la mairie pour dénoncer un trafic de travailleurs immigrés.
- début mars : "on n'enfouit pas les armes avant d'avoir enterré les assassins", écrit la GP en appelant à un meeting à la Mutualité le 13 mars.
- 9 mars 1970 : au Parc des Princes, le CID (Comité d'Information et de Défense) rassemble 40 000 sympathisants.
- 22 mars 1970 : Jean-Pierre Le Dantec, directeur de La Cause du peuple inculpé de provocation au crime, d'apologie de vol, de pillage, d'incendie et de meurtre, et le no 18 de La Cause du peuple est saisi.
- 23 mars : le CID de Gérard Nicoud bloque les routes après avoir appelé les commerçants à retirer leurs fonds des banques et faire la grève de l'impôt. Gérard Nicoud et 33 militants sont condamnés à des peines de prison ferme. Ils ont reçu le soutien d'ouvriers à Sud-aviation et de Benny Lévy.
- 24 mars : conférence de presse très dure de Serge July après l'arrestation de Jean-Pierre Le Dantec, qui estime que "l'idée de prendre un fusil" a "fait un bond en avant"[45], termes qui seront utilisées par le gouvernement pour saisir La Cause du peuple le 26 mai[45],[46].
- 11 avril : Dans Le Monde, article moins dur de Serge July, « Pour la cause du peuple », en « Libres opinions ».
- 14 avril 1970 : numéro dix-neuf de La Cause du peuple, Michel Le Bris devient directeur de publication.
- 30 avril : numéro de VLR! envisageant de fusionner avec la GP[45].
- 30 avril : Michel Le Bris, nouveau directeur de La Cause du peuple, est lui aussi arrêté.
- 30 avril 1970 : loi « anti-casseurs ».
- 6 mai : sept militants maoïstes condamnés à quatre à huit mois ferme pour l'attaque du 26 avril contre les imprimeries de deux quotidiens, Parisien libéré et La Nation. En appel (13 juin 1970), les peines sont réduites au sursis.
- printemps 1970 : la chanson Les Nouveaux Partisans, d'une établie en usine, devient l'hymne des Maoistes[47].
- 8 mai 1970 : pillage de Fauchon par un commando maoïste, qui offre le produit dans des bidonvilles[28], plus gros coup médiatique de la GP[48].
- 19 mai 1970 : la 24e chambre de la Cour correctionnelle de Paris condamne l'étudiante Frédérique Delange à 14 mois de prison ferme pour l'attaque de Fauchon, ce qui déclenche les protestations du Nouvel Observateur, de L'Express et une campagne de soutien mondial où même Mick Jagger publie un communiqué de soutien[48],[49],[50],[51].
- 18 mai : Le Nouvel Observateur, sous le titre « Jean-Paul Sartre fait parler les « casseurs » », donne la parole à des cadres de la GP, dont Alain Geismar et Serge July[28].
- mai 1970 : les maos ne cessent plus d’occuper la devanture des kiosques[28]. De marginale et extrémiste, leur cause est devenue nationale et presque populaire [52].
- 25 mai : meeting unitaire de l'extrême gauche pour réclamer la libération de Michel Le Bris et Jean-Pierre Le Dantec. Alain Geismar qui a appelé, à la tribune d'un meeting à la mutualité, à l'avant-veille du procès de Jean-Pierre Le Dantec à "écraser les hordes flicardes", vocabulaire violent et haineux, devient clandestin.
- 26 mai 1970 : Raymond Marcellin demande des peines sévères, pour provocations suivies d'effets à la violence et voies de fait contre les agents de la force publique". Il dissout la GP et demande la saisie des no 15 à 19 de La Cause du peuple.
- 27 mai 1970 : Michel Le Bris et Jean-Pierre Le Dantec condamnés à huit mois et un an de prison ferme, verdict suivi d'émeutes au Quartier Latin, avec 400 arrestations[28], de nombreux blessés graves chez les policiers, des flammes de six mètres de haut[28].
- 28 mai : La direction de la GP décide de créer la "Nouvelle résistance populaire (NRP)", clandestine et dirigée par Olivier Rolin.
- 1er juin : Appel pour la création du Secours rouge, organisation de défense de militants menacés par la loi « anti-casseurs » définitivement votée le 4 juin.
- mi-juin 1970 : arrestation d'Alain Geismar[53].
- 26 juin 1970 : interpellation de Jean-Paul Sartre, qui distribuait La Cause du peuple.
- 13-14 juillet : les « maoïstes » attaquent le commissariat de police de Saint-Étienne-du-Rouvray, 14 personnes écrouées. Le Secours rouge demande leur libération.
- « Septembre noir » : En Jordanie, le roi Hussein envoie l'armée et les bédouins éliminer les combattants palestiniens. Des militants issus pour partie de la GP créent des Comités de soutien à la révolution palestinienne (CSRP), sur le modèle des Comités VietNam.
- 21 septembre : Premier numéro de Tout !, journal quinzomadaire de Vive la révolution. Jean-Paul Sartre est directeur de publication.
- 21 septembre : Meeting de soutien à la résistance palestinienne à Paris (Mutualité) organisé par le PSU, l'UNEF, les trotskystes et marxistes-léninistes[28].
- 1er au 25 septembre 1970 : grève de la faim de vingt-neuf gauchistes emprisonnés, dont Alain Geismar[54].
- 24 septembre 1970 : lors d'un des trois concerts des Rolling Stones au Palais des sports de Paris[55],[49], Serge July marche vers le microphone pour un plaidoyer en faveur de tous les "prisonniers politiques" – maoïstes comme non-maoïstes[55],[49].
- 15 octobre : Parution du 1er numéro de Fedaï, journal des Comités de soutien à la révolution palestinienne (CSRP).
- 20 octobre 1970 : condamnation de Alain Geismar à dix-huit mois de prison devant la 17e chambre correctionnelle. Il avait été retrouvé dans la planque où il se cachait[56].
- 21 octobre : A Renault-Billancourt, devant l’usine, Jean-Paul Sartre, monté sur un tonneau, dénonce le procès du leader de la GP, Alain Geismar.
- 1er novembre : Un Numéro Zéro de J'accuse paraît, titré « Le Temps des procès », tandis que la CDP est titrée « Geismar-Arafat nous montre le chemin de l'honneur »[45]. Serge July se voit reprocher d'avoir négligé le soutien aux grévistes de la faim au profit des relations avec les journalistes. La GP décide qu'il doit retourner à la base. Il s'installe à Douai de janvier 1971 à décembre 1972[45].
- 24 novembre : Alain Geismar devant la Cour de sûreté de l'État pour reconstitution d'organisation dissoute, condamné à deux ans de prison ferme.
- 26 novembre 1970 : enlèvement par la NRP du député gaulliste Michel de Grailly, rapidement libéré[28].
- 15 novembre 1970 : censure de Hara-Kiri, qui lance Charlie Hebdo.
- 3 décembre 1970 : évacuation de la faculté des lettres de Caen par la police à la suite des élections étudiantes ; 60 arrestations et 200 policiers mobilisés.

##### 1971
- 8 janvier : La Cause du peuple no 33, article virulent sur « Les Groupes ouvriers anti-flics à l'action » à Renault-Billancourt.
- 15 janvier : 1er numéro de J'accuse, mensuel de la GP pour élargir l'audience avec les intellectuels dits « démocrates ». Les responsables sont Robert Linhart, Christian Jambet et André Glucksman. Jean-Luc Godard, Simone de Beauvoir, le peintre Gérard Fromanger participent. Il n’y aura que 5 numéros.
- février 1971 : nationalisation du pétrole en Algérie, suivi de l’intensification des crimes racistes, selon les comités Palestine de Barbès.
- 9 février : manifestation non autorisée du Secours rouge, place Clichy, Richard Deshayes défiguré par une grenade lacrymogène des brigades spéciales d’intervention. La photo de sa figure ensanglantée fait la une de Tout !, dont le tirage grimpe à 80 000 exemplaires contre une moyenne de 40 000[54].
- 13 février : À Paris, occupation du Sacré-Cœur par des militants de la GP, avec Jean-Paul Sartre et Liliane Siegel, pour protester contre la répression de la manifestation du 9 février 1971. La police matraque dans l’église[28].
- 9 mars 1971 : Meeting d'Ordre nouveau au Palais des Sports, affrontements avec le service d’ordre de la Ligue Communiste[28], qui « attaque le meeting avec des boulons », selon l'ORTF[29], qui montre les « contre-manifestants gauchistes qui chargent » les CRS et causent par ailleurs la blessure de 80 personnes du service d'ordre, pourtant casqué et armés de longue lances à la japonaise[29], avec des images de guérilla urbaine son plein Paris. L'ORTF diffuse des images du service d'ordre du meeting amenant aux CRS un gauchiste après « l'avoir sévèrement corrigé »[29]. La police compte près de 73 blessés
- 10 mars 1971 : les affrontements à la suite du meeting d’Ordre Nouveau se poursuivent à l’université de Caen où l'extrême droite locale en est galvanisée[57].
- 10 mars 1971 : Menie Grégoire doit suspendre l'émission qu'elle consacrait sur RTL à « Ce douloureux problème, l'homosexualité »[30],[31] car elle a été perturbée par des activistes du Front homosexuel d'action révolutionnaire, créé le soir même, à la suite de l’émission.
- 2 avril 1971 : Grèves des OS chez Renault, parties du Mans.
- 5 avril 1971: Manifeste des 343, sur le droit à l'avortement.
- avril 1971 : VLR autodissous, mais Tout ! continue de paraître jusqu'au numéro de juillet.
- 8 avril 1971, André Glucksmann écrit un long article, titré « Le fascisme qui vient d'en haut » dans le numéro 4 de J'accuse[28].
- printemps 1971 : numéro spécial de la revue Les Temps modernes, entièrement rédigé par les maos, consacré à "Nouveau fascisme, nouvelle démocratie"[28].
- 23 avril 1971: le Front homosexuel d'action révolutionnaire publie un ensemble d’articles engagés, coordonnés par Guy Hocquenghem dans le journal maoïste Tout!, dont Jean-Paul Sartre est directeur[32].
- Avril : des militantes de VLR ! se rallient au Mouvement de libération des femmes (MLF).
- mai 1971 : Le torchon brûle, premier numéro du journal édité par le Mouvement de libération des femmes (MLF) jusqu'à juin 1973[58].
- 13-14 mai : Dans la nuit, la NRP plastique les locaux de l'hebdomadaire d'extrême droite Minute.
- 1er mai 1971 : dernier numéro de J'accuse[28].
- 24 mai : Premier numéro de J’Accuse-La Cause du peuple, qui ont fusionné.
- 29 mai 1971 : Alain Jaubert, journaliste au Nouvel Observateur, tabassé dans un car de la police[28], qui dément[28].
- juin 1971 : "A l'heure qu'il est, nous sommes dans une situation pré-faciste"[28], nuance Simone de Beauvoir, selon qui un tribunal populaire doit avoir le droit de siéger afin d'informer le public de certains faits et d'informer la grande presse[28].
- 27 juin 1971 : date fixée dans un tract de Sartre pour un "tribunal pour juger la police" et "étudier son rôle dans la vie quotidienne des Français depuis le 1er janvier 1971"[28].
- 15 juillet : des militants du Comité de lutte Renault attaquent, devant les portes de Citroën, quai de Javel, des membres de la Confédération française du travail (CFT).
- 6 novembre 1971 : manifestation de 6 000 personnes à Millau contre l'extension du camp du Larzac.
- 7 novembre 1971 : manifestation d’environ quatre mille personnes dans les rues de Barbès pour dénoncer le meurtre d'un Algérien 15 jours plus tôt, l’affaire « Djellali Ben Ali ». Peu avant le meurtre une pétition, signée par des concierges du quartier demandait une présence policière accrue, un meilleur éclairage public, et une action policière.
- 17 novembre 1971: tribune pour Barbès dans Le Monde de Jean-Paul Sartre, Michel Foucault, Gilles Deleuze, Jean Genet et Michel Drach.
- 20 novembre 1971 : première manifestation publique menée par le MLF (première grande manifestation féministe depuis 1936)[59].
- 7 décembre 1971 : permanence juridique des intellectuels à Barbès, les militants arabes proposent d'en faire une sorte de librairie-papeterie, mais les intellectuels voient venir la propagande pro-palestinienne.
- décembre 1971 : révolte à la prison de à Toul[28].

##### 1972
- janvier 1972 : André Glucksmann signe l'article "Fascisme, l'ancien et le nouveau", truffé de citations de Mao. Il lie les révoltes de prisonniers à Toul et les événements de Renault: "les usines deviennent la base d'appui de la guerre contre le nouveau fascisme"[28],[60].
- 9 janvier 1972 : des adolescents s’en prennent à la vitrine d’un hôtel du boulevard de la Chapelle.
- 29 janvier 1972 : La direction de Renault-Billancourt licencie trois maoïstes, Christian Riss, José Duarte et Sadok Ben Mabrouk[28]. Ils entament une grève de la faim[28].
- 14 février 1972 : des militants de la GP tractent dans l’usine Renault-Billancourt avec Jean-Paul Sartre et sont rapidement expulsés[28].
- 21 février 1972 : dans Le Nouvel Observateur, Maurice Clavel proclame « Révolution sexuelle piège à cons » et défend l’encyclique papal Humanæ Vitæ – condamnant l’avortement et la contraception –, non sans susciter l’approbation de nombreux lecteurs »[33].
- 25 février 1972 : assassinat de Pierre Overney militant ouvrier maoïste chez Renault. Christophe Schimmel[61], photographe à l'Agence de Presse Libération (APL), est sur les lieux et photographie toute la scène. Cinq des vingt sept photographies font le tour des rédactions.
- 26 février 1972 : le journal télévisé de la première chaîne française ouvre sur l’image de Tramoni pointant son arme sur Pierre Overney, recadrée de sorte qu'on voit le manche de pioche mais pas Pierre Overney le brandissant.
- 4 mars 1972 : Jean-Pierre Le Dantec organise les obsèques de Pierre Overney, 30 000 à 200 000 personnes selon les sources[28].
- 8 mars 1972 : la NRP (Nouvelle résistance populaire), de la GP, dirigée par Olivier Rolin, kidnappe Robert Nogrette, chef-adjoint chargé des relations sociales à Billancourt. Il est libéré le 10 mars[28].
- 6 avril 1972 : Brigitte Dewèvre, 16 ans retrouvée morte, début de l'Affaire de Bruay-en-Artois.
- 13 avril 1972 : Le juge Henri Pascal inculpe un notaire de Bruay-en-Artois, Pierre Leroy, du meurtre de Brigitte Dewevre.
- 24 avril 1972 : décret d'application, très attendu, de la loi Neuwirth de 1967, création des centres de planifications et d’éducation familiale (CPEF), permettant aux mineurs un accès libre, gratuit et surtout anonyme à tous les types de contraceptifs.
- 1er mai 1972 : La Cause du peuple prend violemment parti contre le notaire Pierre Leroy, et l'accuse sans aucune preuve[28], malgré l'inculpation.
- Mai 1972 : numéro hors-série des Temps modernes, rédigé par les dirigeants de la GP (Benny Lévy et André Glucksmann), « Nouveau fascisme, nouvelle démocratie ».
- printemps 1972 : création du journal La Goutte d’Or, c’est son nom.
- Juin : Le PSU, lors du Comité national à Juvisy, exclut la tendance maoïste Gauche révolutionnaire (GR)[28].
- Nicolas Boulte, membre du Comité de lutte Renault, tabassé par des maos qui l'avaient menacé pour le dissuader de critiquer leurs méthodes[28].
- Juin : Création du Mouvement des travailleurs arabes (MTA), dont l'organe est La Voix des travailleurs arabes. Le MTA est issu en partie des militants des CSRP.
- 27 juin 1972 : Programme commun de gouvernement entre le PS, le PCF et le MRG en France.
- 5 juillet : démission du Premier ministre Jacques Chaban-Delmas.
- Octobre 1972 : Nicolas Boulte publie une brochure très critique, sous le pseudonyme de Baruch Zorobabel, Tentative de bilan du Comité de lutte Renault (supplément no 120 de la revue conseilliste ICO).
- 5 octobre 1972 : Fondation par Jean-Marie Le Pen du Front national (FN), issu de formations d'extrême droite telles qu'Ordre nouveau, ou Occident.
- 6 novembre 1972 : grève de la faim contre deux expulsions à la Goutte d’Or, des chrétiens de gauche les accueillent à l’église Saint-Bernard.
- 19 novembre 1972 : manifestation au square de La Chapelle, deux mille personnes.
- novembre 1972 : Pour dénoncer son ordre d'expulsion, Saïd Bouziri, leader du MTA et membre de la GP, entame une grève de la faim à Barbès à Paris. Grâce à une forte mobilisation, l'arrêté d'expulsion est annulé.
- octobre et novembre 1972 : Gisèle Halimi défend à Bobigny une jeune fille ayant avorté après un viol.

##### 1973
L'année commence par une série de manifestations gauchiste importantes et violentes, les 13 et 20 janvier 1973. Voir Les affrontements en deux temps de janvier 1973.
- 13 janvier 1973 : Jean-Antoine Tramoni, meurtrier de Pierre Overney, condamné à quatre ans de prison.
- 30 janvier 1973 : Grèves des OS chez Renault Billancourt.
- 3 février 1973 : parution dans le Nouvel Observateur du Manifeste des 331 signée par 331 médecins revendiquant avoir pratiqué des avortements.
- 11 mars : Élections législatives françaises de 1973 : le PCF passe de 20% à 21,3%, et le PS de 16,5% à 18,3% mais le PSU revient de 3,9% à 2%.
- 18 avril : premier numéro du quotidien Libération
- En avril, manifestations lycéennes contre la loi Debré qui supprime les sursis longs au service militaire.
- 5 mai : manifestations pour le droit à l'avortement.
- 6 mai : Pour l'attaque contre l'imprimerie du Parisien libéré et de La Nation, sept militants « maoïstes » sont condamnés à des peines de prison ferme de quatre à huit mois. En appel (13 juin 1970), les peines sont réduites au sursis.
- 2 et 3 juin 1973 : élection à la présidence du Mouvement français pour le planning familial de Simone Iff, cofondatrice et vice-présidente du Mouvement pour la liberté de l'avortement et de la contraception (MLAC), qui vient de se créer sur une ligne plus agressive.
- 21 juin : meeting d'Ordre nouveau à Paris. Violents affrontements entre militants d'extrême gauche, CRS et militants d'extrême droite.
- 11 juillet 1973 : loi créant le Conseil supérieur de l'information sexuelle, de la régulation des naissances et de l’éducation familiale.
- 28 juin : dissolution de la Ligue communiste et d'Ordre nouveau.
- 14 août : évacuation par la police de l'usine Lip de Besançon.
- 25 août : 80 000 personnes réunies par les Paysans-travailleurs contre l'extension du camp militaire du Larzac.
- 1er novembre 1973 : auto-dissolution de la GP lors de la réunion dite « des chrysanthèmes »
- 14 décembre 1973 : l'Assemblée renvoie en commission le projet de loi sur l'avortement.

##### 1974
- 5 juillet 1974 : La majorité civique passe de 21 à 18 ans.
- 17 août 1974 : second rassemblement du Larzac contre l'extension du camp militaire, 100 000 personnes.
- Octobre 1974 , grève des PTT (octobre-décembre).
- 20 décembre 1974 : vote de la loi Veil sur l'interruption volontaire de grossesse (avortement ou IVG).

##### 1975
- 15 octobre 1975 : l'avocate Gisèle Halimi obtient du tribunal correctionnel de Marseille qu'il se déclare incompétent dans l'Affaire Tonglet-Castellano en raison de la nature criminelle des faits, un viol le 20 août 1974 à la Morgiou.
- Le trotskyste Denis Sieffert présidence de l'Union nationale des étudiants de France - unité syndicale (UNEF-US) entre 1975 et 1978, à un autre trotskyste Jean-Christophe Cambadélis
- février 1975 : la direction du Parisien libéré supprime l’édition grand format et transfère hors de Paris l’impression de ses éditions régionales, 300 personnes sur 600 congédiées. La grève va durer 28 mois[62].
- 11 juillet 1975 : loi Haby sur l'enseignement secondaire, instituant le « collège unique ».

##### 1976
- 3 mai : mise en liquidation de la fabrique d'horlogerie LIP à Besançon
- 5 mai : naissance du Front de libération national de la Corse (FLNC).
- printemps : Rouge devient quotidien. Libération subit aussi la concurrence à l'été du quinzomadaire américain The Paris Metro [63].
- 22 septembre : plan Barre de lutte contre l'inflation.
- décembre : inflexion de Libération : 1977 marque la brisure définitive avec un certain gauchisme social, pour aller vers le sociétal [63].

##### 1977
- 1er mars 1977: Le Matin de Paris, fondé par Claude Perdriel[54].
- 23 mars 1977 : assassinat de Jean-Antoine Tramoni de cinq balles de pistolet par deux tueurs à moto, des Noyaux armés pour l'autonomie populaire (NAPAP), alors qu'il est moniteur d'auto-école dans le Val-de-Marne et armé, se sentant peut-être menacé.
- 30 et 31 juillet 1977: manifestation pacifiste antinucléaire à Creys-Malville contre la construction du surgénérateur Superphénix : mort d'un manifestant Vital Michalon.
- 13 août 1977 : rassemblement au Larzac d'environ 50 000 personnes.
- 21 septembre 1977 : rupture de l'Union de la Gauche (21-23 septembre).